# Чортовийки (анімаційний телесеріал)
«Чортовийки» — український анімаційний комедійний телесеріал. 
Перші дві пілотні серії першого сезону вийшли 1 січня 2019 року на телеканалі НЛО TV. Повноцінний показ першого сезону тривав з 6 жовтня 2019 року по 1 грудня 2019 року.
Другий сезон, через завершення мовлення каналу НЛО TV 22 липня 2022 року, почав викладатися на YouTube. Третя серія була викладена 6 січня 2023 року, четверта - 14 лютого 2023 року, перша - 24 березня 2023, друга - 13 квітня 2023, п'ята - 18 травня 2023.

## Сюжет
Чортовийки — це невеличке, відрізане від світу провінційне містечко. Троє друзів — Данко, Шпиндик і Левко, різні за характером підлітки, переживають пригоди, разом потрапляють у різні халепи і разом виплутуються з них. Чи не щодня хлопці зіштовхуються з реальними чи вигаданими проблемами, серед яких і місто інтернет-зомбі, борються з гігантськими равликами-мутантами чи шукають старовинні скарби.

## Персонажі
Данко (озвучений Євгеном Сардаровим) — один з трьох головних героїв, який зазвичай відповідає за раціональне мислення
Левко (озвучений Олександром Солодким) — один з трьох головних героїв. Син заможного директора заводу смарт-техніки "Триндифон"
Шпиндик (Повне Імʼя Шпинди-Слав) (озвучений Михайлом Карпанем) — один з трьох головних героїв. Завжди знаходить пригоди навіть там, де їх не мало б бути 

## Епізоди
| Сезон | Сезон | Епізоди | Оригінальні покази | Оригінальні покази |
| Сезон | Сезон | Епізоди | Прем'єра           | Фінал              |
| ----- | ----- | ------- | ------------------ | ------------------ |
|       | 1     | 10      | 1 січня 2019       | 1 грудня 2019      |
|       | 2     | TBA     | 6 січня 2023       | TBA                |

### Сезон 1 (2019)
| Серія (загалом) | Серія (в сезоні) | Назва серії      | Режисер                           | Сценарист                                                          | Прем'єра          |
| --------------- | ---------------- | ---------------- | --------------------------------- | ------------------------------------------------------------------ | ----------------- |
| 1               | 1                | ДемонНет         | Олесь Юсипчук, Олександр Нарижнєв | Олесь Юсипчук, Олександр Нарижнєв, Дмитро Шостак                   | 1 січня 2019      |
| 2               | 2                | ДУПУ             | Олесь Юсипчук, Олександр Нарижнєв | Олесь Юсипчук, Олександр Нарижнєв, Дмитро Шостак                   | 1 січня 2019      |
| 3               | 3                | Ранкова кава     | Олесь Юсипчук, Олександр Нарижнєв | Олесь Юсипчук, Олександр Нарижнєв, Дмитро Шостак                   | 20 жовтня 2019    |
| 4               | 4                | Потомок Малевича | Олесь Юсипчук, Олександр Нарижнєв | Олесь Юсипчук, Олександр Нарижнєв, Дмитро Шостак                   | 27 жовтня 2019    |
| 5               | 5                | День Батька      | Олесь Юсипчук, Олександр Нарижнєв | Олесь Юсипчук, Олександр Нарижнєв, Дмитро Шостак, Владислав Байдун | 3 листопада 2019  |
| 6               | 6                | Нашестя Равликів | Олесь Юсипчук, Олександр Нарижнєв | Олесь Юсипчук, Олександр Нарижнєв, Дмитро Шостак, Владислав Байдун | 10 листопада 2019 |
| 7               | 7                | Борисове минуле  | Олесь Юсипчук, Олександр Нарижнєв | Олесь Юсипчук, Олександр Нарижнєв, Дмитро Шостак, Владислав Байдун | 17 листопада 2019 |
| 8               | 8                | Смердюки         | Олесь Юсипчук, Олександр Нарижнєв | Олесь Юсипчук, Олександр Нарижнєв, Дмитро Шостак                   | 24 листопада 2019 |
| 9               | 9                | Чортова печера   | Олесь Юсипчук, Олександр Нарижнєв | Олесь Юсипчук, Олександр Нарижнєв, Дмитро Шостак, Владислав Байдун | 1 грудня 2019     |
| 10              | 10               | Перевибори       | Олесь Юсипчук, Олександр Нарижнєв | Олесь Юсипчук, Олександр Нарижнєв, Дмитро Шостак, Владислав Байдун | 1 грудня 2019     |

### Сезон 2 (2023)
| Серія (загалом) | Серія (в сезоні) | Назва серії                             | Режисер                           | Сценарист                                                                       | Прем'єра        |
| --------------- | ---------------- | --------------------------------------- | --------------------------------- | ------------------------------------------------------------------------------- | --------------- |
| 11              | 1                | НЛО                                     | Олесь Юсипчук, Олександр Нарижнєв | Олесь Юсипчук, Олександр Нарижнєв, Дмитро Шостак, Андрій Кукса, Станіслав Хейло | 24 березня 2023 |
| 12              | 2                | Репчик                                  | Олександр Нарижнєв                | Олександр Нарижнєв, Дмитро Шостак, Андрій Кукса, Станіслав Хейло                | 13 квітня 2023  |
| 13              | 3                |                                         | Олесь Юсипчук, Олександр Нарижнєв | Олесь Юсипчук, Олександр Нарижнєв, Дмитро Шостак, Андрій Кукса, Станіслав Хейло | 6 січня 2023    |
| 14              | 4                | Як чортовийки день закоханих святкували | Олесь Юсипчук, Олександр Нарижнєв | Олесь Юсипчук, Олександр Нарижнєв, Дмитро Шостак, Андрій Кукса, Станіслав Хейло | 14 лютого 2023  |
| 15              | 5                | Змова ДУПУ                              | Олесь Юсипчук, Олександр Нарижнєв | Олесь Юсипчук, Олександр Нарижнєв, Дмитро Шостак, Андрій Кукса, Станіслав Хейло | 18 травня 2023  |
| 16              | 6                | Техноферма                              | Олесь Юсипчук, Олександр Нарижнєв | Олесь Юсипчук, Олександр Нарижнєв, Дмитро Шостак, Андрій Кукса, Станіслав Хейло | 6 вересня 2023  |
| 17              | 7                | Привид Бабці Клякці                     | TBA                               | TBA                                                                             | 3 квітня 2024   |
| 18              | 8                |                                         | TBA                               | TBA                                                                             | TBA             |
| 19              | 9                |                                         | TBA                               | TBA                                                                             | TBA             |
| 20              | 10               |                                         | TBA                               | TBA                                                                             | TBA             |